# ینگکی
ینگکی (به لاتین: Jeńki) یک روستا در لهستان است که در گمینا سوکووه واقع شده‌است.